# Louis Moinard (1895-1960)
 (septembre 2009).
Si vous disposez d'ouvrages ou d'articles de référence ou si vous connaissez des sites web de qualité traitant du thème abordé ici, merci de compléter l'article en donnant les références utiles à sa vérifiabilité et en les liant à la section « Notes et références ».
Pour les articles homonymes, voir Louis Moinard.
Eugène Louis Moinard, né à Randan (Puy-de-Dôme) le 19 décembre 1895 et mort le 10 octobre 1960 à Vichy (Allier), est un homme politique français, maire de Vichy à la Libération.

## Biographie
Fils de boulanger, il exerçait la profession de marchand de charbon. Il a été président de la Fédération nationale des marchands de combustibles et président de l’Union européenne des négociants et détaillants en combustibles.
Durant la Seconde Guerre mondiale, il cacha des armes qui servirent aux FFI lors de la Libération, ce qui lui valut de recevoir la croix de guerre 1939-1945. Il fut néanmoins écarté du conseil municipal à la Libération avant d'être réélu conseiller municipal en 1945 puis maire la même année, mandat qu'il conservera jusqu'en 1949.

## Mandats
- Élu conseiller municipal de Vichy en 1935.
- Nommé adjoint au maire de Vichy en 1941 par le maréchal Pétain.
- Écarté du conseil municipal à la Libération. Redevient conseiller municipal en 1945, jusqu’en 1959.
- Élu maire le 6 mai 1945, jusqu’à sa démission le 10 avril 1949 au profit de Pierre-Victor Léger.

## Distinctions et hommages
Décorations :
- croix de guerre 1939-1945
- Chevalier dans la Légion d'honneur[2].

Une rue de Vichy, dans le quartier des Ailes, porte son nom.

## Sources
- Jean Débordes, Le Temps des passions : l'Allier dans la guerre, page 405, éd. de Borée, 2005  (ISBN 2844943446)
- Remy, La Résistance en Auvergne, Limousin, Berry et Bourbonnais, vol. 2, page 185, éd. Saint-Clair, 1975.
- Jean Desbordes, A Vichy : la vie de tous les jours sous Pétain, éd. du Signe, 1994.